# Basil l'investigatopo
Basil l'investigatopo (The Great Mouse Detective) è un film d'animazione del 1986 diretto da Burny Mattison, David Michener, Ron Clements e John Musker. È considerato il 26º Classico Disney secondo il canone ufficiale.
Il soggetto è tratto dalla serie di romanzi per l'infanzia Basil of Baker Street di Eve Titus, a sua volta parodia della saga di Sherlock Holmes ideata da Sir Arthur Conan Doyle. Il film racconta comunque una trama originale, distaccandosi dal materiale originale, e trae dai libri solo i tre personaggi principali.
Basil l'investigatopo è uscito nelle sale il 2 luglio 1986 con recensioni positive e un buon successo finanziario, in netto contrasto con la performance fortemente negativa del precedente film d'animazione della Disney, Taron e la pentola magica.

## Trama
Londra, 1897. Hiram Flaversham, un topo giocattolaio di origini scozzesi, festeggia il compleanno di sua figlia Olivia donandole una ballerina meccanica. Improvvisamente, però, Vampirello, un pipistrello con un'ala spezzata e una gamba di legno, irrompe nel loro negozio e rapisce il padre. La piccola Olivia, scampata al sequestro, va alla ricerca di Basil di Baker Street, un illustre topo investigatore, affinché possa aiutarla a trovare il padre. Lungo la strada, incontra il medico militare David Q. Topson, che stava cercando casa a Londra dopo essere tornato da una missione in Afghanistan; il topo, di buon cuore, decide di aiutare la piccola accompagnandola da Basil.
Intanto, Vampirello ha portato Flaversham al cospetto del suo padrone, il malvagio e crudele ratto Professor Rattigan, grande criminale e arcinemico di Basil, che costringe il giocattolaio a costruire un automa a orologeria che abbia l'aspetto di Maustarda, la Regina dei topi.
Topson e Olivia giungono a casa di Basil: quest'ultimo all'inizio è riluttante ad accettare il caso, non ritenendolo degno della sua caratura di detective. Quando però Olivia menziona il coinvolgimento di un pipistrello, Basil intuisce che si tratta di Vampirello e si rende conto che seguendo il caso potrebbe risalire a Rattigan e al suo nascondiglio. Basil fa annusare il berretto di Vampirello a Ugo, il cane di Sherlock Holmes, dotato di un infallibile olfatto che li porta a scovare il pipistrello in un negozio di giocattoli mentre è intento a rubare utensili, ingranaggi e le uniformi reali dei soldatini di piombo. Durante una rocambolesca colluttazione con Basil e Topson, Vampirello riesce a rapire Olivia, ma durante la fuga perde il foglio su cui Rattigan gli aveva annotato la lista di cose da rubare.
Grazie all'analisi chimica del foglio e alle sue abilità deduttive, Basil scopre che il rifugio di Rattigan è nei pressi del Rat Trap, un locale malfamato sito sulla riva del Tamigi. Vestiti da loschi marinai, Basil e Topson entrano in incognito all'interno della locanda, dove trovano e seguono Vampirello fino al quartier generale di Rattigan, ma non prima di scampare ad una violenta rissa fra gli avventori scatenata involontariamente da un Topson alticcio. Il diabolico professore però, aveva previsto che Basil avrebbe trovato il suo nascondiglio e tende loro un'imboscata: il detective subisce così il dileggio di Rattigan e dei suoi scagnozzi, che lo legano con Topson a una trappola mortale il cui meccanismo è azionato da una complessa reazione a catena legata al braccio di un grammofono che sta riproducendo un disco. La compagine di Rattigan si dirige quindi a Buckingham Palace per rapire la Regina dei topi e darla in pasto a Lucrezia, la feroce gatta di Rattigan, per poi sostituirla con l’automa manovrato da Flaversham e far sì che il malvagio professore venga nominato Re d'Inghilterra durante la cerimonia dell’Anniversario della Regina stessa. Nel frattempo, Basil, riscuotendosi dal suo stato depressivo grazie a una strigliata da parte di Topson, riesce a scoprire il punto debole della trappola e a liberarsi insieme al dottore e a Olivia. I tre sopraggiungono al palazzo appena in tempo per fermare il piano diabolico di Rattigan e salvare la Regina, liberando anche Flaversham, mentre Lucrezia viene scacciata da Ugo e, nella fuga, si intrufola per errore nella tenuta dei cani reali, finendo sbranata viva.
Sebbene i suoi sgherri siano stati messi fuori gioco da Basil, Rattigan riesce comunque a prendere in ostaggio Olivia e a fuggire con Vampirello a bordo di un dirigibile. Basil, Topson e Flaversham li inseguono tramite una mongolfiera costruita con una bandiera britannica, uno zerbino e dei palloncini. Rattigan getta Vampirello dal dirigibile facendolo precipitare nel Tamigi per alleggerire il carico, ma durante l'inseguimento le due fazioni rivali si schiantano contro l'orologio del Big Ben. Dopo una lotta tra gli ingranaggi dell’orologio, Basil riesce a salvare Olivia dalle grinfie di Rattigan per affidarla al padre e a Topson, proprio mentre scoppia un temporale. Fuori di sé dalla collera, Rattigan si abbandona ai suoi istinti bestiali di ratto attaccando Basil con violenza sulle gigantesche lancette della torre; quando però il Big Ben scocca la nuova ora, il professore viene frastornato dai forti rintocchi e precipita nel vuoto trascinando con sé Basil, il quale però riesce a salvarsi volando col rotore a pedali del dirigibile distrutto di Rattigan.
Basil e Topson vengono ringraziati pubblicamente dalla Regina dei topi; dopo essersi ritrovati tutti insieme per un’ultima volta a Baker Street, Olivia e suo padre si congedano dall’investigatore. Anche Topson, con grande dispiacere da parte di Basil, che in lui ha trovato un vero amico, fa per andarsene alla ricerca di una nuova casa, ma proprio in quel momento una nuova cliente si presenta alla porta in cerca di aiuto. Basil e Topson decidono dunque di restare uniti come amici e soci in attività, iniziando subito a indagare al nuovo caso.

## Personaggi
- Basil di Baker Street: protagonista della storia, è un topo che abita proprio sotto la casa del celebre Sherlock Holmes, con il quale ha molto in comune. Lui e Rattigan sono acerrimi nemici di vecchia data. È un topo detective affascinante, brillante, coraggioso e tenace. Si presenta come un tuttofare, mostrando abilità in aree come la chimica, la matematica e il travestimento. Nonostante questo, Basil può anche essere pungente ed egocentrico. Sempre calmo e raccolto durante la caccia, può essere molto lunatico quando le cose vanno male. Nonostante il suo atteggiamento indifferente verso Olivia e Topson all'inizio del film, sa dimostrarsi anche affettuoso ed empatico. Si fa spesso aiutare da Ugo, il cane di Sherlock Holmes. A causa del suo orgoglio finisce in una trappola di Rattigan, ma infine avrà modo di riscattarsi; alla fine si affeziona alla piccola Olivia e diventa socio di Topson. Deve il suo nome a quello dell'attore Basil Rathbone, diventato celebre per aver interpretato il ruolo di Sherlock Holmes.
- Dottor David Q. Topson (Major Dr. David Q. Dawson): co-protagonista, è un chirurgo tornato a Londra dopo aver prestato servizio militare in Afghanistan, ed è un topo pingue, educato e dal cuore d'oro. Grazie a Basil, scoprirà delle qualità che non sapeva di avere. Alla fine diventa socio di Basil, vivendo con lui. È concepito come parodia del dottor John Watson, il collega e amico di Sherlock. Topson è anche il narratore della storia, come lo è Watson nelle avventure di Sherlock Holmes.
- Olivia Flaversham: è una topolina orfana di madre che vive sola col padre Hiram, un abile giocattolaio. Nel corso del film fa subito amicizia con Topson e Ugo, ed è anche molto affezionata a Basil, nonostante questi sbagli continuamente a pronunciare il suo cognome.
- Hiram Flaversham: è il padre vedovo di Olivia; lavora come giocattolaio. Vuole molto bene alla sua bambina. Viene rapito da Vampirello per conto di Rattigan per costruire una bambola meccanica a forma della Regina. Il suo nome non viene mai menzionato nel film.
- Professor Rattigan (Professor Ratigan): è l'antagonista principale del film; è un ratto, anche se pretende di essere considerato un topo. Rattigan è un personaggio intelligente, forzuto, carismatico, calmo, soave e calcolatore, ma allo stesso tempo astuto, rozzo, subdolo, malvagio, egoista e crudele. È il più famigerato criminale di Londra, nonché acerrimo nemico di Basil ed intelligente circa quanto lui; è basato sul Professor Moriarty, nemesi dell'originale Holmes. Megalomane crudele e sadico, ama essere cattivo, pretende l'approvazione dei suoi scagnozzi e ha un rapporto affettuoso con la sua gatta Lucrezia. Per quasi tutto il film, veste completi di foggia raffinata, beve champagne rosé, parla con linguaggio forbito e raffinato e mostra un'educazione impeccabile, ma durante lo scontro finale con Basil dentro il Big Ben, accecato dalla collera, cede alla pazzia e scatena la sua natura di ratto molto aggressivo e selvaggio. Muore precipitando dal Big Ben per il rintocco delle dieci, in una parodia de L'ultima avventura di Sherlock Holmes, in cui il Professor Moriarty precipitava dalle cascate Reichenbach.
- Vampirello (Fidget): antagonista secondario del film, è il braccio destro di Rattigan. È un pipistrello astuto e grezzo, con una gamba di legno e un'ala spezzata che gli impedisce di volare. Verso la fine del film, muore gettato nel Tamigi da Rattigan. In termini di design, il suo aspetto sembra ispirato a quello dei gremlins dell'omonimo film.
- Regina Maustarda (Queen Mousetoria): è la Regina dei topi, ed è equivalente alla regina Vittoria. Viene catturata, legata e imbavagliata dagli scagnozzi di Rattigan verso il finale e sostituita da un automa somigliante a lei in tutto e per tutto, con l'intento di dare il potere al diabolico professor Rattigan, ma il suo piano viene sventato da Basil e Topson. Nel finale la regina premia questi ultimi due per il loro coraggio.
- Signora Placidia (Mrs. Judson): è la governante a casa di Basil. Donna molto premurosa e materna, prende subito a cuore Olivia e non sopporta il disordine e i modi impulsivi di Basil.
- Ugo (Toby): è il cane di Sherlock Holmes, di razza basset hound, che aiuta Basil nelle sue investigazioni. Si affeziona a Olivia, ma prova una grande diffidenza per Topson. Dà il suo contributo alla salvezza della Regina dei topi mettendo in fuga la gatta Lucrezia dopo lo smascheramento di Rattigan.
- Lucrezia (Felicia): è la grassa, pomposa, feroce e famelica gatta persiana di Rattigan e antagonista terziaria del film. Quest'ultimo la chiama suonando un campanello speciale per sbarazzarsi dei traditori o di chiunque lo faccia arrabbiare, come Bartolomiao, per averlo chiamato "ratto". Viene inseguita da Ugo nel finale e tenta di scappare salendo su un muro, ma finisce nel cortile dei cani da guardia del palazzo reale, finendo letteralmente sbranata.
- Servitori di Rattigan: sono la cricca di Rattigan, composta da dei topi e una lucertola, che lo aiutano a sovrastare la regina. Sono gli unici antagonisti a non morire alla fine; Basil infatti chiama la polizia per portarli in carcere mentre fa fare una figuraccia a Rattingan.
- Bartolomiao (Bartholomew): è un topo ubriacone membro della banda di Rattigan, che finisce divorato da Lucrezia come punizione per aver chiamato Rattigan "ratto".

## Produzione
Basil l'investigatopo fu prodotto dalla Walt Disney Feature Animation e distribuito nei cinema statunitensi il 2 luglio 1986 dalla Walt Disney Pictures e dalla Buena Vista Distribution. Il film fu diretto da Burny Mattison, David Michener e dalla coppia John Musker e Ron Clements, che negli anni successivi dirigerà insieme anche La sirenetta, Aladdin, Hercules, Il pianeta del tesoro, La principessa e il ranocchio e Oceania.
Il film può essere considerato un importante punto di svolta nella tradizione dei film d'animazione Disney per i suoi valori artistici, tecnici e simbolici. La colonna sonora di Basil l'investigatopo include tre canzoni (due di Henry Mancini e una di Melissa Manchester) che per la prima volta dai tempi di Robin Hood vengono incorporate nella storia e cantate dai protagonisti come in un vero musical, come poi saranno i film animati Disney degli anni successivi. Basil l'investigatopo e Taron e la pentola magica (uscito un anno prima, ma in produzione in contemporanea) furono inoltre i primi film Disney a fare uso della CGI, ma mentre nel secondo venne utilizzata solo per animare alcuni oggetti sporadici, nel primo fu utilizzata in maniera massiccia per realizzare e animare gli interni del Big Ben. Infine, Basil l'investigatopo fu un buon successo economico, sufficiente da convincere la direzione dell'azienda a non chiudere il reparto dedicato ai film animati, di cui si stava meditando addirittura la chiusura. Per queste ragioni il film si può considerare come il punto di transizione fra la "vecchia" generazione e quella del Rinascimento Disney.
La scena del combattimento fra gli ingranaggi è la prima in un film animato Disney a fare uso per lo sfondo di CGI (benché poi ricalcata a mano dagli animatori) e la prima a ispirarsi dichiaratamente a un film giapponese, Lupin III - Il castello di Cagliostro di Hayao Miyazaki

## Distribuzione

### Data di uscita
| Paese       | Titolo                            | Data di uscita   |
| ----------- | --------------------------------- | ---------------- |
| Stati Uniti | The Great Mouse Detective         | 2 luglio 1986    |
| Spagna      | Basil, el ratón superdetective    | 5 dicembre 1986  |
| Italia      | Basil l'investigatopo             | 20 febbraio 1987 |
| Brasile     | As Peripécias do Ratinho Detetive | 25 dicembre 1986 |
| Francia     | Basil, détective privé            | 26 novembre 1986 |

### Edizioni home video

#### VHS
In Italia il film è uscito in VHS il 1º aprile 1993 da Walt Disney Home Video.

#### DVD
La prima edizione in DVD del film è uscita il 18 aprile 2003. La seconda edizione in DVD del film è uscita il 12 novembre 2010 in edizione speciale: questa edizione comprende tutti i contenuti speciali della precedente più alcuni nuovi.

## Accoglienza

### Incassi
A fronte di un budget di oltre $ 14 milioni, il film ha incassato circa $ 35 milioni in tutto il mondo durante la sua uscita iniziale. La sua capacità di raggiungere il pareggio, a fronte di un basso budget, dopo le prestazioni insufficienti del suo predecessore Taron e la pentola magica, ha dato alla nuova gestione della Disney fiducia nella fattibilità commerciale del loro reparto di animazione, sebbene l'incasso sia stato notevolmente inferiore a Fievel sbarca in America.
Il film ha avuto una seconda edizione nelle sale il 14 febbraio 1992, incassando $ 13,288,756. Grazie a ciò Basil l'investigatopo ha avuto un incasso nordamericano totale di $ 38,625,550 nelle sue due edizioni.

### Critica
Su Rotten Tomatoes il film ha ricevuto una valutazione di gradimento del 78%, con una media di 7,3/10 sulla base di 27 recensioni. Il consenso del sito web recita: «Basil l'investigatopo potrebbe non classificarsi con i grandi Classici Disney, ma è una visione piacevole e divertente con alcune immagini oscure e alla moda». Su Metacritic ha un punteggio medio pari a 73/100 sulla base di 13 recensioni, indicando "recensioni generalmente favorevoli".
Critici come Gene Siskel e Roger Ebert hanno apprezzato con entusiasmo il film; quest'ultimo ha elogiato l'animazione e paragonato il film a quelli dell'età d'oro della Disney. La recensione del film di Nina Darnron, del New York Times, ha scritto che «gli eroi sono attraenti, il cattivo Rattigan ha quello speciale talento Disney, e la sceneggiatura è arguta e non eccessivamente sentimentale». Johanna Steinmetz, del Chicago Sun-Times, ha valutato positivamente il film, scrivendo «Questo film è carino, più gradevole di Bianca e Bernie e Red e Toby. La chiave per una buona animazione Disney è il carattere e l'espressione del viso, e Basil l'investigatopo abbonda in entrambi».

## Riconoscimenti
- 1987 - Edgar Award
  - Candidatura Miglior film a Ron Clements, Peter Young, Vance Gerry, Steve Hulett, John Musker, Bruce Morris, Matthew O'Callaghan, Burny Mattinson, David Michener, Melvin Shaw
- 1987 - Golden Reel Award
  - Miglior montaggio sonoro in un lungometraggio d'animazione
- 1987 - Young Artist Award
  - Candidatura Miglior film d'animazione
  - Candidatura Migliore attrice giovane a Susanne Pollatschek

## Altri media
- Vampirello appare in alcune storie a fumetti con protagonisti i personaggi Disney, dove è buono rispetto al film.
- Alcuni personaggi vengono ospitati nella serie House of Mouse - Il Topoclub, compresi gli speciali tratti da essa.
- Basil, Olivia, Topson, Rattigan e Vampirello appaiono anche in Once Upon a Studio.
- Uscirono diversi fumetti tratti da Basil l'investigatopo, tra cui una versione a strisce settimanali in inglese pubblicata per promuovere il film stesso.[9][10]
- La Gremlin Graphics pubblicò il videogioco ufficiale per home computer Basil the Great Mouse Detective nel 1987.
- Nel film sempre Disney Wish, che celebra i cento anni della casa di produzione, durante i titoli di coda appaiono molti personaggi Disney da quasi tutti i classici per ripercorrere appunto il primo secolo, e tra questi c' è anche Basil .

## Edizione italiana
L'edizione italiana del film è stata curata dalla Royfilm con l'adattamento dei dialoghi a opera di Andrea De Leonardis. Il doppiaggio italiano, diretto da Renato Izzo, venne eseguito dalla International Recording con le voci del Gruppo Trenta; mentre i testi italiani delle canzoni e la direzione musicale furono affidati a Ermavilo e Pietro Carapellucci.
Nei titoli di coda italiani inseriti nella VHS e nel DVD del film sono erroneamente indicati Mario Bardella come voce di Topson e Gigi Angelillo come voce di Hiram Flaversham. In realtà, Angelillo prestò la voce ad entrambi i personaggi ma, per motivi mai del tutto chiariti, da sempre è stato menzionato Bardella, nonostante questi non doppi nessun personaggio. Bardella doppiò Rattigan nell'audiolibro.